# 船出の朝
『船出の朝』（ふなでのあさ、原題・英語: The Single Standard）は、1929年に製作・公開されたアメリカ合衆国の映画である。

## 概要
アデラ・ロジャース・セント・ジョンの小説を基にジョン・S・ロバートソンが監督、グレタ・ガルボとニルス・アスター、ジョニー・マック・ブラウンが出演した。
BGMを録音したサウンド版として製作されている。

## キャスト
- アーデン・スチュアート：グレタ・ガルボ
- パッキー・キャノン：ニルス・アスター
- トミー・ヒューレット：ジョニー・マック・ブラウン
- マーセデス：ドロシー・セバスチャン

## スタッフ
- 監督：ジョン・S・ロバートソン
- 脚色：ジョゼフィン・ラヴェット
- 音楽：ウィリアム・アクスト
- 撮影：オリヴァー・T・マーシュ
- 編集：ブランチ・シューエル
- 美術：セドリック・ギボンズ
- 衣裳：エイドリアン